# The Refrescos (álbum)
The Refrescos es el álbum debut homónimo de la banda madrileña de pop rock y ska The Refrescos, lanzado en 1989. Se hizo conocido por contener el exitoso single Aquí no hay playa, que sigue siendo la canción más conocida de la banda hasta la fecha. También contiene los sencillos "Mentiras" y "Maripili en el Valle del Ska", los cuales también son grandes éxitos de la banda. La carátula del disco muestra a los miembros de la banda sentados en un banco y cubriendo sus rostros con periódicos, esto se hizo como homenaje al grupo The Residents

## Lista de canciones
1. Aquí no hay playa (3:37)
2. Iñaki (3:20)
3. Cortina (2:50)
4. Beber (3:18)
5. R.I.P. (3:45)
6. Maripili en el valle del Ska (3:35)
7. La última (2:48)
8. Mentiras (2:55)
9. Colonia (2:29)
10. Me espías (2:36)
11. Superman III (2:59) (Versión del tema "Dougy Giro" de The Toy Dolls)

## Personal
Voz: Bernardo Vázquez 'Bernárdez'
Guitarra: 'El Gran Pardini'
Bajo: Alberto Oyarbide 'Sobórnez'
Batería: 'Bul Bul'
Teclados: Jesús Ortiz (invitado)
- Datos: Q56316389